# Cura Carpignano
Cura Carpignano – miejscowość i gmina we Włoszech, w regionie Lombardia, w prowincji Pawia.
Według danych na rok 2004 gminę zamieszkuje 2145 osób, 214,5 os./km².